# Роберт Лорел Кріппен
Роберт Лорел Кріппен (англ. Robert Laurel Crippen; 11 вересня 1937) — американський інженер, капітан ВМС США у відставці і колишній астронавт НАСА.
Брав участь у чотирьох польотах за програмою «Спейс Шаттл», в тому числі в найпершому, як другий пілот, і трьох як командир. Кріппен нагороджений Космічною медаллю пошани Конгресу (2006, до 25-річчя першого польоту Шаттла). За п'ять років до цього, з нагоди 20-річчя польоту, його ім'я включено в Зал слави астронавтів.
Одружений з Пандорою Лі Пакетт з Маямі, Флорида. Має трьох дочок.

## Освіта
Після закінчення школи в Нью-Кані, Техас, Кріппен поступив в Техаський університет в Остіні, який він закінчив у 1960 році зі ступенем бакалавра в галузі аерокосмічних технологій. Також він був обраний членом техаського підрозділу об'єднання Сигма Гамма Тау.

## Кар'єра
Кріппен потрапив до лав ВМС США в рамках програми підготовки кандидатів в офіцери авіації для ВМС США (програма AOCS). Він літав на штурмовику Дуглас A-4 «Скайхок» у складі 72-ї штурмової ескадрильї «Блакитні яструби», що базувалася на авіаносці «Індепенденс». Пізніше він вступив до школи льотчиків-випробувачів ВПС США на авіабазі «Едвардс» у Каліфорнії. Після закінчення школи він залишався на авіабазі «Едвардс» як інструктор до тих пір, поки не був залучений до програми пілотованої орбітальної лабораторії (програма MOL) у жовтня 1966 року.
Кріппен став астронавтом НАСА в 1969 році і був у групах підтримки для проєктів Skylab 2, Skylab 3, Skylab 4 і експериментального польоту «Союз — Аполлон». Він був пілотом першого випробувального орбітального польоту в рамках програми «Спейс Шаттл» («Колумбія» STS-1, 12—14 квітня 1981 року) і командиром трьох інших польотів: «Челленджер» STS-7, 18—24 червня 1983 року; «Челленджер» STS-41С, 6—13 квітня 1984 року; «Челленджер» STS-41G, 6—13 жовтня 1984 року. Таким чином, Кріппен не тільки брав участь у першому польоті шаттла, а й керував першим екіпажем астронавтів з п'яти чоловік (STS-7, у який також входила перша американка-астронавт), першою операцією з ремонту супутника (STS-41C) і першим екіпажем астронавтів з семи осіб (STS-41G, де до того ж вперше були дві жінки — знову Саллі Райд і Кетрін Салліван, яка вперше здійснила в цьому польоті вихід у відкритий космос). Він був призначений командиром польоту STS-62A, який повинен був стартувати з нового стартового комплексу SLC-6 на авіабазі Ванденберг. Цей політ був скасований після загибелі «Челленджера», а комплекс SLC-6 був закритий, після того як ВПС США повернулися до практики запуску супутників на ракетах-носіях «Титан».

## Після польотів
Кріппен пішов на пенсію з лав ВМС США і працював на посаді директора Космічного центру Кеннеді з 1992 по 1995 рік. За цей період центр підготував і здійснив 22 польоти в рамках програми «Спейс шаттл». Також йому вдалося домогтися значної економії коштів за допомогою використання більш ефективних технологій.
З квітня 1995 по листопад 1996 року він працював на посаді віцепрезидента компанії Lockheed Martin в Орландо, Флорида.
З грудня 1996 по квітень 2001 року Кріппен обіймав посаду президента компанії Thiokol, що займалася виробництвом бічних прискорювачів МТКК «Спейс шаттл» та інших твердопаливних ракетних двигунів.